# Хенри Ларсен
Хенри (Анри) Ашбьорн Ларсен (на норвежки: Henry Asbjørn Larsen) е канадски арктически изследовател.

## Ранни години (1899 – 1940)
Роден е на 30 септември 1899 година на остров Валер, Норвегия. Още в юношеска възраст става моряк. Емигрира в Канада и през 1927 става британски поданик, а през 1947 – канадски. През 1928 се присъединява към Кралската канадска конна полиция, като е разпределен в крайните северни райони на Канада. По време на своите многогодишни пътувания най-напред като редови полицай, а след това и като полицейски инспектор, Ларсен се запознава точно и вярно с Канадския арктичен архипелаг, неговите десетки острови и протоците между тях.

## Изследователска дейност (1940 – 1944)

### Първо плаване по Северозападния проход от запад на изток (1940 – 1942)
През юни 1940 моторната шхуна „Свети Рош“ (дължина 30 м, 80 тона) с екипаж от седем души напуска пристанището на Ванкувър и следвайки пътищата на риболовните кораби преминава през Беринговия проток и море Бофорт и достига до залива Амундсен. Първото зимуване „Свети Рош“ провежда в залива Уолкър (71°35′ с. ш. 118°05′ з. д. / 71.583333° с. ш. 118.083333° з. д.) на югозападното крайбрежие на остров Виктория. През краткия навигационен период на 1941, след като се убеждава в невъзможността да се заобиколи от север остров Виктория, Ларсен се отправя на изток, покрай бреговете на континента, достига до п-ов Бутия и продължава на север покрай западния му бряг до залива Пасли (70°36′ с. ш. 96°09′ з. д. / 70.6° с. ш. 96.15° з. д.), където екипажът провежда второ зимуване.
През лятото на 1942, след като корабът се освобождава от ледовете, експедицията продължава през протоците Бело, Принц Риджент и Ланкастър и през октомври 1942 пристига в Халифакс (провинция Нова Шотландия).
За средата на ХХ в. такова плаване не е голямо достижение и самия Ларсен го разглежда като тренировка и предварително разузнаване на Северния морски път покрай Америка, който път по време на Втората световна война придобива особено значение.

### Първо плаване през Северозападния проход за една навигация (1944)
След пристигането си в Халифакс „Свети Рош“ е подложен на основен ремонт, поставен му е нов по-мощен двигател и по-широка палуба. На 22 юни 1944 с отремонтирания кораб Ларсен напуска Халифакс и се отправя на север. Този път той избира друг маршрут. Преминава през протоците Ланкастър, Бароу и Мелвил и в края на август достига до залива Уинтър Харбър (75°01′ с. ш. 108°44′ з. д. / 75.016667° с. ш. 108.733333° з. д.). Няколко дни „Свети Рош“ прекарва в залива докато се изясни ледовата обстановка, след което преминава през протока Принц Алберт (разделящ остров Виктория на югоизток от остров Банкс на северозапад), пресича без проблеми море Бофорт и на 16 октомври акостира в пристанището на Ванкувър, като преминава цялото разстояние за 86 дни. За първи път в история Северозападния проход е преминат за една навигация.

## Следващи години (1944 – 1964)
През 1959 Кралското Канадско географско дружество му присъжда медал за извършения подвиг. През 2000 г. Кралската канадска конна полиция преименува един от корабите си на „Свети Рош ІІ“, който преминава безпроблемно по маршрута на Ларсен.
Умира на 29 октомври 1964 година във Ванкувър на 65-годишна възраст.

## Памет
Неговото име носят:
- басейн Ларсен (70°30′ с. ш. 98°45′ з. д. / 70.5° с. ш. 98.75° з. д.) в Канадския арктичен архипелаг, между п-ов Бутия на изток и остров Виктория на запад;
- ледоразбивач „Хенри Ларсен“ на Канадската брегова охрана;
- нос Ларсен (69°47′ с. ш. 117°15′ з. д. / 69.783333° с. ш. 117.25° з. д.) на югозападния бряг на остров Виктория в Канадския арктичен архипелаг.